# Pokémon (videójáték-sorozat)
A Pokémon videójáték-sorozat egy szerepjáték-sorozat Nintendo játékgépekre. Fejlesztője a Game Freak és a Creatures Inc.. Japánban először 1996-ban jelent meg Game Boy-on, később minden egyes új hordozható játékkonzolhoz legalább két Pokémon-játék jelent meg. A Pokémon általában két verzióban jelenik meg – apró különbségekkel a pokémonok előfordulásában és a történetben – majd ezeket pár évvel megjelenésük után egy harmadik, bővített változat követi.
A Nintendo azt nyilatkozta, hogy a Pokémon franchise videójátékai 2008. április 23-áig összesen 175 millió példányban keltek el.

## Generációk
Az első  Pokémon videójátékok japán szerepjátékok (RPG-k) voltak. Tadzsiri Szatosi alkotta meg a játékokat a Game Boy játékgépre. Ezek a szerepjátékok, folytatásai, remake-jei és angol nyelvű fordításai a "fő" Pokémon-videójátékok, és ezeket ismerik a rajongók közül a legtöbben.
A Pokémon szerepjátékokat generációkra szokták osztani. A megjelenés szerint időrend szerint oszlanak fel; mindig, amikor a fő videójátékokhoz folytatás készül új pokémonokkal, szereplőkkel és játékmenetbeli fejlődésekkel, az a játék egy új generáció tagjának számít. A fő játékokban, a spin-offokban, az animében, a mangákban és a kártyajátékban mindig megjelennek ezek az újítások és az új pokémonok. A sorozat jelenleg a hetedik generációnál tart.
A Pokémon sorozat első részei a Pocket Monsters Aka és Midori Game Boy játékok voltak Japánban. Ezek a játékok nagyon népszerűnek bizonyultak, így egy feljavított verzió, az Aoi is megjelent, majd Pokémon Red és Blue verziókként újraprogramozták és kiadták Amerikában és Európában. Európában 1999-ben jelent meg az első két Pokémon játék. Az eredeti Red és Green verziók csak Japánban jelentek meg. ezután egy másik feljavított változat, a Pokémon Yellow: Special Pikachu Edition is megjelent. A játék képes volt a Game Boy Color színpalettájának használatára és a szereplők úgy néztek ki, mint a népszerű anime változatban. Az első generáció játékai 151 pokémont mutattak be, a National Pokédex listája szerint, Bulbasaur-tól Mew-ig). Ezek a játékok a kitalált Kanto régióban játszódtak, bár ez a megnevezés a régióra csak a második generáció óta szerepel a Pokémon videójátékokban. Készültek spin-off játékok is, az első generáció alapján a Pokémon Pinball, a Pokémon Trading Card Game Game Boy Color adaptációja, egy fényképész-szimulátor a Nintendo 64 játékgépre Pokémon Snap címmel, a Pokémon Puzzle League (Tetris Attack Nintendo 64 pokémonos változata), egy háromdimenziós küzdőjáték Pokémon Stadium címmel szintén Nintendo 64 konzolra, és néhány pokémon szerepelt a Super Smash Bros. "Nintendo All-Star" verekedős játékban.
A Pokémon videójátékok második generációja a Pokémon Gold és Silver Game Boy Color játékokkal kezdődött. A két új játék Európában 2001-ben jelent meg. Az előző generációhoz hasonlóan ezekhez is megjelent egy harmadik, bővített változat Pokémon Crystal címen. A második generációs videójátékokban száz új pokémont ismerhetünk meg (Chikoritától Celebi-ig), 251-re kiegészítve a cserélhető lények listáját. Játékmenetbeli újítások is vannak, többek között a napszakok váltakozása (egy beépített órával követi a játék az időt, és megjeleníti a napszakváltást), amely hatással van a játékbeli eseményekre; a Game Boy Color színpalettájának teljes használata; fejlettebb kezelőfelület és jobb táska; jobb egyensúly a pokémonok fajtái és a támadásaik között, fejletebb statisztika és új tárgyak; pokémon-tenyésztés; egy új hely, a Johto régió és választható egy női játszható karakter (ez utóbbi csak a Crystal verzióban). A második generációban a Pokémon videójátékok között egyedülállóan a játékos ellátogathat az előző rész helyszínére, a Kanto régióba, amely Johto-tól keletre fekszik. Második generációs spin-off videójátékok között szerepel a Pokémon Puzzle Challenge (a Pokémon Puzzle League Game Boy Color adaptációja); egy Nintendo 64 háziállat-szimulátor Hey You, Pikachu! címmel; a Pokémon Stadium folytatása, a Pokémon Stadium 2 Nintendo 64 rendszerre; továbbá számos Pokémon minijáték az e-Readerhez. További pokémonok szerepeltek Pikacsu és Jigglypuff mellett a Super Smash Bros. folytatásában, a Super Smash Bros. Melee című Nintendo GameCube játékban. Megjelent egy hordozható játékgép is, melyet Pokémon mininek hívtak és Japánban 2001 decemberében, Európában és az Egyesült Államokban 2002-ben adtak ki.
A Pokémon a Pokémon Ruby és Sapphire verziók 2003-as megjelenésével a harmadik generációjába lépett. Ezek a játékok a Game Boy Advance konzolra jelentek meg és 2004-ben a Pokémon Red és Blue verziók felújított változatai, a Pokémon FireRed és LeafGreen verziók követték őket. Az előző generációkhoz hasonlóan a Ruby és Sapphire verzióknak is megjelent a bővített változatuk, a Pokémon Emerald verzió, 2005 telén. A játékokban 135 új pokémon szerepel (Treecko-tól Deoxys-ig), így összesen 386 fajra egészült ki a lista. Az előző videójátékokhoz képest sokkal részletesebb grafika, új szabályok, mint például a duplacsata és a pokémonok egyedi különleges képességei (Ability), valamint a Pokémon Versenyek (Pokémon Contests) jellemzik az új generációt. A Pokémon Ruby, Sapphire és Emerald verziók a Hoenn régióban játszódnak. Az új játékokat azonban kritikák érték bizonyos játékmenetbeli elemek eltávolítása miatt. A játékból ki kellett venni a napszakok váltakozását, hogy megelőzzék a belső elem lemerülése miatti mentési problémákat. Ebben a játékban fordul elő először az is, hogy a létező összes pokémon közül csak bizonyos rendelkezésre álló fajokat lehet használni (386 pokémon közül csak 202 található meg a Ruby és Sapphire verziók Hoenn régiójában). A harmadik generációban is jelentek meg spin-off játékok: a Pokémon Pinball: Ruby & Sapphire Game Boy Advance konzolra; a Pokémon Mystery Dungeon: Blue Rescue Team és Red Rescue Team Game Boy Advance-re és Nintendo DS konzolra; a Pokémon Dash, a Pokémon Link! és a Pokémon Ranger szintén Nintendo DS-re; a Pokémon Channel és a Pokémon Box: Ruby & Sapphire Nintendo GameCube-ra; valamint egy szerepjáték-sorozat a Nintendo GameCube konzolra, a Pokémon Colosseum és a Pokémon XD: Gale of Darkness.
2006-ban a Pokémon Diamond és Pearl Nintendo DS játék japán megjelenésével kezdetét vette a sorozat negyedik generációja. A videójátékok ezután megjelentek az Egyesült Államokban 2007. április 22-én és Ausztráliában 2007. április 21-én. A játék végül Európában is megjelent 2007. április 27-én. A negyedik generációs játékokban 107 új pokémont ismerhetünk meg (Turtwig-től Arceus-ig), a pokémonok listáját 493-ra kiegészítve. Új játékmenetbeli elemek jelentek meg és visszajött néhány régi is. A pokémonok támadásait újraosztályozták, a Nintendo Wi-Fi Kapcsolat segítségével online lehet cserélni és harcolni, visszatért és élethűbb lett a napszakok közötti váltakozás és a beépített óra, és a harmadik generációban megismert Versenyek Szuper Versenyekké (Super Contests) bővültek. Megismerhetünk egy új régiót, a Sinnoh régiót is. Egy új többjátékos mód is szerepel a játékban, amit Sinnoh földalatti területein lehet játszani. A Diamond és Pearl verziókhoz is készült egy bővített változat, amit Pokémon Platinum verziónak hívnak, és a japán CoroCoro magazin 2008 májusi számában jelentettek be. 2008. áprilisában bejelentették, hogy a Pokémon Gold és Silver verzióihoz feldolgozás készül a Nintendo DS konzolra feljavított grafikával, hanggal és játékmenettel. A Pokémon HeartGold és SoulSilver verziók Japánban 2009. szeptemberében jelentek meg, az Egyesült Államokban és Európában pedig 2010 őszén fog megjelenni.
A negyedik generációhoz is készültek spin-off videójátékok. A Wii konzolra megjelent a Pokémon Stadium folytatása, a Pokémon Battle Revolution, amely Wi-Fi online funkciókkal is rendelkezik. További spin-off játékok között található a Pokémon Ranger: Shadows of Almia Nintendo DS konzolra, a Pokémon Mystery Dungeon: Explorers of Time és a Pokémon Mystery Dungeon: Explorers of Darkness, valamint ezek bővített változata, a Pokémon Mystery Dungeon: Explorers of Sky a Nintendo DS rendszerre. A Super Smash Bros. videójátékok Wii-s változatában, a Super Smash Bros Brawl-ban szerepel Pikachu, Jigglypuff, Lucario, és egy pokémon-edző, aki Squirtle-t, Ivysaur-t és Charizard-ot használ a harcban.

## Történet
A Pokémon videójátékok egy olyan világban játszódnak, ahol az emberek és pokémonok együtt játszanak és dolgoznak. Az emberek azonban amellett, hogy háziállatként tartják ezeket a lényeket, versenyeztetik is őket egymással. A játékos legfőbb célja, hogy pokémon-mester legyen. Ehhez meg kell szereznie a helyi nyolc edzőterem jelvényét,le kell győznie a ligát,vagyis az elit négyest, majd meg kell küzdenie a bajnokkal. A játékosnak emellett egy másik feladata is van: ki kell töltenie a Pokédexet. Ehhez meg kell szerezni az összes pokémont. A videójátékban rengeteg edzővel kell megvívni, le kell győzni a riválisokat, és meg kell akadályozni, hogy a gonosz szervezetek véghezvigyék terveiket.

## Játékmenet

### Az első pokémon
A Pokémon videójátékokban a játékos egy fiatal, kezdő edző bőrébe bújhat, aki a Crystal verzió óta lehet lány is. A játék kezdetén a főhősnek még nincsenek pokémonjai. A játékoktól függően a játékos kaphat egy feladatot a helyi laboratórium professzorától, vagy meg kell mentenie őt vagy saját magát egy vad pokémontól, leendő első pokémonjának segítségével. Miután a játékos találkozott a professzorral, lehetősége nyílik választani három pokémon közül: ezek eddig kivétel nélkül tűz, víz és fű típusú pokémonok voltak. A játékos attól függően választ magának pokémont, hogy mennyire áll készen a nagyobb kihívásokra – egyes pokémonok ugyanis több edzőteremben állják meg a helyüket vagy egy új, másodlagos típust kapnak továbbfejlődésük után. Bár minden régió első pokémonjainak a három alaptípus közül való a típusa, eltérő, hogy melyik pokémonnal hogy lehet boldogulni a vidék edzőtermeiben.

#### Kanto
A Kanto régióban a következő pokémonok közül lehet választani:
- Bulbasaur: Fű/Méreg típusú pokémon. Kezdők részére ő ajánlott, mert alacsony szinten tanul fű típusú támadást, ami hasznos lehet az első teremvezetők ellen. Később azonban nehéz őt használni az erősebb termekben.
- Squirtle: Víz típusú pokémon. Közepes ügyességű edzők számára tökéletes választás. Fejlődés útján nem kap új típust, s ezért könnyen kezelhető. Az első edzőteremben könnyű dolga van, de viszonylag hamar problémái lehetnek a teremvezetők pokémonjainak típusaival.
- Charmander: Tűz típusú pokémon. Nehéz vele kezdeni, mert az első két edzőterem pokémonjai ellen nem elég hatásos, de Charizardként másodlagos típust kap, ami immunitást ad a korábban veszélyes Föld típus ellen.

#### Johto
- Chikorita: Fű típusú pokémon. Az első két teremvezető ellen nem érdemes őt bevetni. Nem vált típust fejlődés során.
- Cyndaquil: Tűz típusú pokémon. A második teremvezető ellen érdemes bevetni. Nem vált típust fejlődés során.
- Totodile: Víz típusú pokémon. Nem vált típust fejlődés során.

#### Hoenn
- Treecko: Fű típusú pokémon. Közepes ügyességű játékosoknak ajánlott. Fejlődés során nem vált típust és támadásai nagy eséllyel landolnak érzékeny ponton (critical hit). Az első edzőteremben nagy esélye van nyerni.
- Mudkip: Víz típusú pokémon. Kezdőknek ajánlott. Fejlődés után egy másodlagos típust kap, Föld típusú lesz, így immunis lesz az elektromos támadások ellen, de a Fű típust kerülnie kell. Az első, harmadik, és negyedik edzőteremben nagy esélye van nyerni.
- Torchic: Tűz típusú pokémon. Nehéz vele kezdeni, mert az első edzőterem pokémonjai ellen nem túl hatásosak támadásai, de fejlődése után Tűz és Harcos típusú pokémon lesz belőle,ami megnöveli az esélyeit az eddig rá veszélyes kő pokémonok ellen.

#### Sinnoh
- Turtwig: Fű típusú pokémon. Az első edzőteremben nagy esélye van nyerni. Fejlődése során Fű és Föld típusú lesz.
- Piplup: Víz típusú pokémon. Az első edzőteremben nagy esélye van nyerni. Fejlődése során Víz és Acél típusú lesz, ami sebezhetővé teszi a Tűz típussal szemben.
- Chimchar: Tűz típusú pokémon. Bár az első teremben nem érdemes őt használni, a második teremben jól teljesít. Fejlődése során Harcos lesz a másodlagos típusa.

### Navigálás a térképen
A Pokémon videójátékoknak nagyon fontos része az utazás; a történet során a játékos egy egész régiót bejár, és városokról városokra kell vándorolnia. A városokban be lehet menni a házakba, és az ott lakó emberekkel lehet beszélni. Így a játékkal kapcsolatos hasznos tanácsokat és tippeket lehet szerezni. Az "A" gombbal lehet kommunikálni az emberekkel, és egy szöveg írja ki, hogy mit mondanak. A játék során akárhányszor egy szereplő beszél, ilyen szövegeket kell elolvasni, és a történet is így bontakozik ki. A városokat összekötő utakon füves területek találhatók. Ezeken a területeken találhatók a pokémonok: ha a játékos magas fűben sétál, előbb-utóbb összefut eggyel. A mezők mentén rivális pokémon-edzőkkel is lehet találkozni. Ha az edző és a játékos tekintete találkozik, pokémon-csatát kell vívniuk. A térképen való navigálásban fontosak lehetnek bizonyos szerkezetek is, amik a pokémonoknak különleges, harcon kívül is használható támadást tanítanak meg, például hogy hogyan repüljenek el egyik városból a másikba egy pillanat alatt. Az ilyen gépeket HM-eknek (a Hidden Machine rövidítése, magyarul rejtett gépet jelent) nevezik.

### A Pokémon harcok alapjai

A Pokémonok típusainak összehasonlítása egymással

A játék legfontosabb része a harc. Kétféle csata létezik: vad pokémon elleni és egy edző pokémonjai elleni csata. Ezek nagyjából ugyanazok, azzal a különbséggel, hogy az előbbinek általában a pokémonfogás a célja, egy edzőnek pedig nem lehet elkapni a pokémonját. Az edzők elleni harcoknak gyakran tétjük van, például egy jelvény vagy a bajnoki cím elnyerése. Egy edzőnél legfeljebb hat pokémon lehet egyszerre, a többit egy számítógépes rendszeren tárolja. Csak nagyon ritkán van ezenkívül is korlát; általában lehet hat pokémont használni csatában. A harc kezdetekor a lista élén található pokémon kerül harcba. A harc során az edző választhat, hogy harcra utasítja a pokémonját, leváltja azt, tárgyat használ vagy vad pokémon elleni harc esetén elfut a pokémon elől. A két fél támadásokat cserél, egy körben azonban csak egyszer lehet lépni. A pokémonok HP-val (Hit Point, vagyis találati pont) rendelkeznek, és ha a HP-t jelző csík elfogy, a pokémon elfárad és abbahagyja a harcot. Egy pokémon egyszerre négy lépést tudhat. Ez a lépés támadás vagy védekezés. A támadás során a játékos pokémonja csökkenti az ellenfél HP-ját, míg a védekező technikák különböző módon teszik hatásosabbá a támadásokat. A Szerelés (Tackle) például egy támadás, ami levisz az ellenfél HP-jából, míg a Farokcsóválás (Tail Whip) egy védekező lépés, ami csökkenti az ellenfél védekezését, és ezzel sebezhetőbbé teszi a támadásokkal szemben. A pokémonok azonban csak korlátozott mennyiségű támadást használhatnak, és ezt a PP (Power Point, jelentése erőpont) jelzi. Ha a pokémon egy támadásának elfogy a PP-je, egy másik támadást kell használnia. Ha elfogy az összes támadás PP-je, akkor viszont egy olyan támadást használ, amivel nem csak ellenfelét, hanem magát is sebzi. A pokémonoknak típusaik is vannak, és ez alapján egymással szemben előnyük vagy hátrányuk van. Úgy működik, mint a kő-papír-olló. A Tűz típus például erős a Fűvel szemben, de gyenge a Vízzel szemben. Ha egy támadás nagyon hatásos ("It's super effective!"), akkor kétszer annyit sebez az ellenféltől, mint rendesen,de ki lehet használni egy 2 típussal rendelkező pokémon gyengeségeit,ha például fű támadást használunk egy víz/föld pokémonon,ez esetben négyszeresen üt. De ha nem elég hatásos ("It's not very effective!"), akkor csak fele annyit. Egyes típus egyenesen hatástalan a másikkal szemben ("It doesn't have any effect on..."), ekkor semmilyen sebzést nem kap az ellenfél. Illetve vannak az ún. One-hit K.O. támadások,amik attól függetlenül ütnek ki egy csapásból egy ellenfél pokémont,hogy mennyire hasznos rajta. az ilyen támadások,például a tülökszarv (Horn Drill)kicsi eséllyel találja el az ellenfelét. A pokémonok nem csak a saját típusuknak megfelelő támadásokat tanulhatnak, de ha mégis egyezik a saját típusával, akkor másfélszer olyan erős a támadás, mint általában. A támadásoknak pontosságuk is van, a pontatlanabb támadások nem mindig találnak célba. Ha sikerül legyőzni az ellenfél pokémonját, a játékosé értékes tapasztalati pontokat kap. Elegendő tapasztalat megszerzése után a Pokémon szintet lép. Ha az ellenfél edző mindegyik pokémonja harcképtelen, a játékos megnyeri a csatát és pénzt kap.

### Pokémonfogás
Ahhoz, hogy a játékos használhasson egy pokémont harcokban, el kell kapnia egy vad pokémont, hogy az megszelídüljön. A pokémonok általában magas fűben, vízben vagy barlangokban találhatók. Amint a játékos találkozik eggyel, a játék csatanézetbe vált. Ilyenkor meg kell küzdeni a vad pokémonnal, de ahhoz, hogy el lehessen kapni, nem szabad, hogy elfogyjon a HP-ja, mert különben elfárad és visszatér a vadonba. Hasznos azonban a lehető legalacsonyabbra csökkenteni a HP-ját, mert az növeli az elkapás esélyét. A vad pokémon megmérgezése, megdermesztése, befagyasztása, megégetése vagy elaltatása szintén egyszerűbbé teszi a pokémon megszerzését. A pokémon elkapásához egy pokélabdára van szükség. Ha a játékos meg akarja szerezni a vad pokémont, meg kell keresnie a táskájában a pokélabdát és rá kell dobnia. Ez viszont nem jelenti azt, hogy a pokémon automatikusan a játékosé, mert kiszabadulhat a labdából, ha még nem elég fáradt. A pokélabdának továbbfejlesztett változatai is vannak, amik egyszerűbbé teszik egy pokémon megszerzését. Ilyen például a nagyszerű labda (Great Ball) és az ultralabda (Ultra Ball), melyek jobbak a pokélabdánál, de drágábbak is. Létezik egy mesterlabda (Master Ball) nevű szerkezet is, amely 100% eséllyel fogja el a pokémont, Ebből azonban egy játékban általában csak egyet lehet szerezni a történet folyamán. A 3. generációval pedig megjelentek a különleges pokélabdák,amik egy adott típusú pokémon elkapási esélyét növelik. A pokémon elkapása után becenevet is adhatunk neki, és a játékos aktív csapatába kerül. Egyszerre azonban csak hat pokémon lehet egy edzőnél, a többi egy számítógépes rendszerre kerül, ahonnan bármikor magunkhoz küldhetjük.

### Továbbfejlődés
A Pokémon videójátékok egyik legfontosabb eleme a továbbfejlődés (angolul evolution, japánul  しんか (sinka)). Ez egy olyan folyamat, amelynek során egy pokémon átalakul egy másik pokémonná. A fejlődés után nagyobb és erősebb lesz, újfajta lépéseket tanulhat meg, és bizonyos pokémonoknak a típusuk is megváltozik.
Továbbfejlődést sokféle hatás okozhat elő. Egyes pokémonok akkor változnak át, ha elértek egy bizonyos szintet. Ilyen például Psyduck, aki 34-es szinten Golduck-ká fejlődik. Más pokémonoknak azonban egy különleges kőre van szükségük az átalakuláshoz. Ilyen a Pikachu, amely egy Viharkő (Thunder Stone) segítségével fejlődik Raichu-vá. Egyes pokémonok úgy is átalakulhatnak, hogy elcseréljük őket egy másik játékossal. Ilyen a Haunter, aki cserélés után Gengarrá alakul. Az újabb videójátékokban újabb fejlődési fajtákat is találhatunk. A második generáció játékaitól kezdve egy pokémon úgy is átalakulhat, hogy nagyon erősen kötődik a gazdájához, és szintet lép. Így alakul Pichu Pikachu-vá. Egyes pokémonok cserével fejlődnek át, ha egy bizonyos tárgy van náluk. Így lesz a Poliwhirl-ből Politoed, ha King Rock-ot tart a kezében. A negyedik generáció játékaiban még három fejlődési módot találhatunk. Egyes pokémonok átalakulnak, ha úgy lépnek szintet, hogy egy bizonyos támadást ismernek. Így fejlődik Aipom Ambipommá, ha tudja használni a Dupla Ütés támadást (Double Hit) és szintet lép. Más pokémonok fejlődhetnek úgy, hogy a nap bizonyos szakában szintet lépnek úgy, hogy egy bizonyos tárgy van náluk. A Gligar például úgy fejlődik Gliscorrá, ha este szintet lép úgy, hogy Razor Fang van nála. Vannak olyan pokémonok is, amelyek egy bizonyos helyen történő szintlépés után változnak át. Ilyen például a Magneton, aki Magnezone-ná fejlődik, ha egy mágneses zónában lép szintet.
A továbbfejlődés nagyon fontos eszköz a csatákban, ugyanis a pokémonok továbbfejlődött formái erősebbek. Sokan ezért szokták átfejlszteni a pokémonjukat, de vannak olyan játékosok, akik annyira szeretik a pokémonjaikat, hogy nem akarják továbbfejleszteni. A fejlődést meg lehet akadályozni, ha a játékos lenyomja a "B" gombot a folyamat közben. Ezt mindannyiszor meg kell ismételni, ahányszor a pokémon szintet lép, és nem akarjuk továbbfejleszteni. A második generáció óta azonban van egy egyszerűbb módszer is: ha a pokémonnál van egy Everstone, akkor nem fog átfejlődni. Ha elvesszük tőle az Everstone-t, akkor később bármikor át lehet fejleszteni. A fejlődés megállítása hasznos lehet a csatákban is, mert a pokémon így gyorsabban lép szintet és esetenként más támadásokat tanul, mint átalakult formája. A játékosnak tehát megfontoltan kell döntenie az átalakulásról, mert ez egy végleges folyamat: ha egy pokémon átalakult, többé már nem térhet vissza előző alakjába.

### Tenyésztés
A tenyésztés a második generáció óta fontos része a Pokémonnak. Így lehet megszerezni a baba pokémonokat, mint például Pichu-t, aki olyan támadásokat tanulhat meg, amit Pikachu-ként vagy Raichu-ként hasznosítani tud a csatákban. A pokémonok tenyésztéséhez el kell menni a Pokémon Nevelőközpontba (Pokémon Day-Care Center), és ott oda kell adni megőrzésre két egymással tenyészthető (értelemszerűen egy hím és egy nőstény) pokémont. Egy idő után a központ vezetője talál egy tojást, és odaadja a játékosnak. A tojás egy baba pokémont rejt. A tojás kitörése után a pokémon a negyedik generációig 5-ös szintű, a negyedik generációtól kezdve azonban 1-es szintű. A baba pokémon az anyjának fajába tartozik, de ismeri az apja egyes támadásait. Bizonyos pokémonok tenyésztés útján olyan támadásokat tanulhatnak, amelyet szintlépés útján nem tanulhatnak meg. Például egy nőstény Psyduck-nak és egy hím Girafarig-nak olyan Psyduck-ja születik, amely tudja a Pszichokinézist (Psychic), ha a Girafarig ismeri ezt a lépést.
Vannak a tenyésztéshez hasznos szelencék is, amelyek segítségével egy pokémon tojásából egy új faj kel ki. Ilyen például a Full Incense, amelynek a segítségével a Snorlax tojásából nem Snorlax, hanem Munchlax kel ki. A tenyésztéshez hasznos lehet egy másik tárgy is, a Light Ball, amelynek segítségével Pichu megtanulhat egy új, egyedi támadást. Az a Pichu, amelynek anyjánál van egy ilyen tárgy, ismerni fogja a Volt Öklelés (Volt Tackle) támadást, amikor kikel a tojásból.

## A Pokémon videójátékok listája

### Hordozható konzolos játékok

#### Első generáció
Konzol: Game Boy
- Pokémon Red és Blue verziók
- Pokémon Yellow: Special Pikachu Edition
- Pokémon Pinball
- Pokémon Trading Card Game (videójáték)

#### Második generáció
Konzol: Game Boy Color
- Pokémon Gold és Silver verziók
- Pokémon Crystal verzió

#### Harmadik generáció
Konzol: Game Boy Advance
- Pokémon Ruby és Sapphire verziók
- Pokémon Pinball: Ruby és Sapphire verzió
- Pokémon FireRed és LeafGreen verziók
- Pokémon Emerald verzió
- Pokémon Mystery Dungeon: Red Rescue Team

##### Harmadik és negyedik generáció között
Konzol: Nintendo DS
- Pokémon Dash
- Pokémon Mystery Dungeon: Blue Rescue Team
- Pokémon Link!
- Pokémon Ranger

#### Negyedik generáció
Konzol: Nintendo DS
- Pokémon Diamond és Pearl verziók
- Pokémon Ranger: The Shadows of Almia
- Pokémon Mystery Dungeon: Explorers of Darkness és Explorers of Time
- Pokémon Platinum verzió
- Pokémon Mystery Dungeon: Explorers of Sky
- Pokémon HeartGold és SoulSilver verziók

### Asztali konzolos játékok

#### Nintendo 64
- Pokémon Snap
- Pokémon Stadium
- Pokémon Stadium 2
- Pokémon Puzzle League
- Hey You, Pikachu!

#### Nintendo GameCube
- Pokémon Colosseum
- Pokémon Box: Ruby and Sapphire
- Pokémon Channel
- Pokémon XD: Gale of Darkness

#### Wii
- Pokémon Battle Revolution
- My Pokémon Ranch
- Pokémon Rumble
- Poképark Wii

## Promóciós pokémonok
Egyes, nagyon ritka és különleges pokémonokat nem lehet megszerezni a videójátékokban rendes körülmények között. Ezeket a Nintendo promóciós rendezvények alkalmával szokta beletölteni a játékba. A pokémon így bekerül a Pokédexbe, de nincs rájuk szükség ahhoz, hogy teljesítsük azt, a promóciós pokémonok bónuszként szolgálnak. Ezek a különleges pokémonok általában olyan támadásokat tudnak, amit mások nem, vagy egyéb csak rájuk jellemző tulajdonsággal rendelkeznek, ami segíthet egy csata megnyerésében.
Az első és legrejtélyesebb promóciós pokémont Mew-nak hívják. Mew az első Pokémon mozifilm egyik főszereplője volt, és hamar híressé vált arról a tulajdonságáról, hogy mindegyik TM-mel és HM-mel (támadások megtanítására használt eszközök) kompatibilis volt. A videójátékban azonban sehogy sem lehetett megszerezni őt, ugyanis csak promóciós rendezvényeken lehetett megkapni. Ilyen rendezvényeket azonban csak Japánban rendeztek, így a Red és a Blue verzió legtöbb játékosa számára csak rejtély maradt a titokzatos, 151. pokémon. Később a Pokémon Emerald verzió játékosai Japánban és Észak-Amerikában letölthették Game Boy Advance konzoljaikra Mew-t. Az első generáció játékosai azonban felfedeztek egy hibát a Red és a Blue verziókban, amit kihasználva meg tudták szerezni Mew-t.
A második generáció játékaiban egy hasonlóan titokzatos pokémon van, amelyet nem lehetett megszerezni rendes körülmények között. Ezt a pokémon Celebi-nek hívják, és csak a Pokémon Gold és Silver verziók japán változatában lehetett megszerezni, mivel egy Mobile Adapter nevű kiegészítő segítségével lehetett őt elkapni, amit csak Japánban forgalmazott a Nintendo.
A harmadik generációban megnövekedett a promóciós pokémonok száma és egyszerűsödött a megszerzésük módja. Számos olyan rendezvényt szerveztek Japánban, az Egyesült Államokban és Nyugat-Európában, ahol egyszerűen le lehetett tölteni ezeket a pokémonokat. A harmadik generáció promóciós pokémonjai közé tartozott Jirachi és Deoxys, továbbá néhány, a harmadik generációból kimaradt pokémon, név szerint Ho-oh, Lugia és Mew.
A negyedik generációval még tovább nőtt a különleges pokémonok száma és tovább egyszerűsödött azok megszerzése. A harmadik generáció korszakában rendezett eseményekhez hasonló promóciós rendezvények (a rajongók gyakran angol nevén event-nek /ɪˈvent/ nevezik) mellett a Nintendo a Nintendo DS Wi-Fi funkcióját kihasználva korlátozott ideig az interneten forgalmazta a pokémonok elfogásához szükséges tárgyakat, melyeket így le lehetett tölteni a játékok memóriájára, s így a világ minden pontjára eljutottak ezek a különleges pokémonok. A negyedik generáció promóciós pokémonjai: Darkrai, Shaymin, Rotom különleges alakjai és Arceus.

## Fordítás
- Ez a szócikk részben vagy egészben  a   Pokémon (video game series) című angol Wikipédia-szócikk fordításán alapul.  Az eredeti cikk szerkesztőit annak laptörténete sorolja fel. Ez a jelzés csupán a megfogalmazás eredetét és a szerzői jogokat jelzi, nem szolgál a cikkben szereplő információk forrásmegjelöléseként.